# Yangonin
Yangonin là một trong sáu loại kavalactone chính được tìm thấy trong cây kava. Nó đã được chứng minh là có ái lực liên kết với thụ thể cannabinoid CB<sub id="mwCg">1</sub> (K i = 0,72 μM), và chọn lọc so với thụ thể CB₂ (K (i)> 10 M) trong đó nó hoạt động như một chất chủ vận. Ái lực thụ thể CB₁ của yangonin cho thấy hệ thống endocannabinoid có thể góp phần vào tâm sinh lý phức tạp của con người đối với thức uống kava truyền thống và các chế phẩm giải lo âu thu được từ cây kava.

## Độc tính
Yangonin hiển thị độc tính in vitro trên tế bào gan người với khả năng sống sót giảm khoảng 40% dựa trên xét nghiệm ethidium bromide. Chế độ chết chủ yếu của tế bào hóa ra là apoptosis chứ không phải hoại tử. Không có thay đổi đáng kể đã được quan sát ở mức độ glutathione.